# Khalid Almishri
Khalid Almishri (Zawiya, 15 gennaio 1969) è un politico libico.

## Biografia
Esponente del Partito della Giustizia e dello Sviluppo, di orientamento islamista, l'8 aprile 2018 è stato nominato nuovo presidente dell'Alto Consiglio di Stato, con 64 voti contro i 45 ottenuti dall'ex presidente Abdurrahman Sewehli .
Si è occupato di questioni finanziarie e riforme economiche, da quando era presidente del Comitato Finanziario nel Congresso Nazionale Generale.

## Controversie
Alcuni osservatori degli affari politici libici accusano Almashri di essere un politico appartenente ai Fratelli Musulmani, mentre altri ritengono che il gruppo islamico si sia diviso e ora Almishri rappresenta una nuova tendenza nella scena, perseguendo riforme politiche ed economiche e non influenzato da un partito politico particolare .

## Dimissioni
In previsione di un incontro negli Stati Uniti con il presidente Trump, Almushri si è dimesso dal gruppo Fratelli Musulmani, restando tuttavia in carica alla presidenza dell'Alto Consiglio di Stato, nonostante iniziali voci contrarie. Le motivazioni sarebbero dovute al crescente peso del governo di Tobruk, che considera la fratellanza un'organizzazione terroristica; in tal modo Almeshri potrà continuare a partecipare ai colloqui multilaterali in vista della conferenza nazionale prevista dalla road map dell’Onu .